# Hétairie (Empire byzantin)
Pour l’article homonyme, voir Hétairie.
L'Hétairie (en grec : ἑταιρεία) est un corps de la garde impériale de l'Empire byzantin. L'hétairie signifie la compagnie en échos aux Compagnons formant l'élite de la cavalerie du royaume de Macédoine. L'Hétairie impériale est principalement composée de mercenaires et constitue la garde impériale aux côtés de la tagma du IXe siècle au XIIe siècle. Cependant, le terme s'applique aussi aux petits corps de garde thématiques dirigés par un comte. À partir du XIIIe siècle, le terme est aussi employé dans un sens générique pour les suites armées des magnates liés par serment à leurs maîtres.

## Histoire et rôle de l'Hétairie impériale
L'origine exacte, le rôle et la structure de l'Hétairie sont incertains. Le terme apparaît pour la première fois au début du IXe siècle. Les sources narratives attestent de son existence en 813 en tant que corps de garde de l'empereur lors des campagnes. J. B. Bury émet l'idée que l'Hétairie est le successeur des anciens Foederati mais John Haldon rejette cette hypothèse. L'Hétairie de la période intermédiaire de Byzance est divisée en plusieurs unités (trois ou autre selon les sources) distinguées par leurs épithètes. Chacune possède au moins à l'origine son propre hétériarque (ἑταιρειάρχης).
L'unité majeure est la Grande Hétairie (μεγάλη ἑταιρεία, megalē hetaireia) dirigée par le grand hétériarque (megas hetaireiarchēs) qui est reconnu comme étant le poste militaire le plus important de la catégorie des stratarchai. Souvent, il est aussi appelé « l'Hétériarque ». C'est une charge très importante à la fin du IXe siècle et dans la première moitié du Xe siècle. Il est chargé de la sécurité de l'empereur et possède la confiance de celui-ci pour les missions délicates. Certaines sources affirment que Romain Ier Lécapène a occupé ce poste et que son fils Christophe Lécapène lui a succédé. Au milieu du Xe siècle, le De Ceremoniis atteste que la Grande Hétairie est chargée de la protection de la tente de l'empereur en campagne et se charge de la sécurité du palais impérial en collaboration avec les papias, corps d'eunuques chargé de la sécurité du palais impérial.
Une « Hétairie intermédiaire » (μέση ἑταιρεία, mesē hetaireia) est attestée dans les sources et l'existence d'une Petite Hétairie (μικρὰ ἑταιρεία, mikra hetaireia) est possible du fait d'une référence à Stylianos Zaoutzès comme mikros hetaireiarchēs sous Michel III. Cette unité pourrait être identique au régiment barbare composé de deux compagnie de Khazars et de Pharganoi. Dans le Taktikon de l'Escorial de 975, on parle de Troisième Hétairie (τρίτη ἑταιρεία, tritē hetaireia),,. Warren Treadgold évalue l'effectif cumulé des différentes unités de l'Hétairie à 1 200 hommes au début du Xe siècle.
La majorité de l'Hétairie est composée de mercenaires. Des listes contemporaines font état de Khazars, de Pharganoi, de Turcs, de Francs et d'Arabes. Le terme Pharganoi peut désigner les hommes originaires de l'Asie centrale, dans la région proche de Ferghana ou être une mauvaise prononciation de Pharangoi qui désigne les Varègues. Cependant, les postes honorifiques au sein de l'Hétairie sont prestigieux et liés à une rente annuelle (roga) qui peut être achetée par des fonctionnaires byzantins de naissance. Une fonction au sein de la Grande Hétairie coûte un minimum de 16 litrai d'or, un poste dan l'Hétairie intermédiaire, un minimum de 10 litrai d'or et un poste dans les compagnies parfois connues sous le nom de Petite Hétairie, un minimum de 7 litrai d'or,.
Au cours du Xe siècle, une tendance à amalgamer les différentes unités au sein d'un commandement unifié devient de plus en plus évidente. En effet, l'Hétairie intermédiaire semble être placée sous le commandement du Grand Hétériarque. L'importance de l'Hétairie décline peu à peu mais l'unité continue de survivre dans l'armée des Comnène. Elle est attestée lors du règne de Manuel Ier Comnène (1143-1180). Cependant, sa composition est très changeante. À la fin du XIe siècle, Nicéphore Bryenne affirme que l'Hétairie est habituellement composée de jeunes nobles byzantins.
Le poste de megas hetaireiarchēs survit mais il n'a plus de fonctions militaires. C'est un personnage important et ses détenteurs sont souvent des eunuques influents du palais lors du XIe siècle ou des nobles de second rang voire de jeunes hommes liés à la famille impériale tel que Georges Paléologue sous les Comnène. Sous les Paléologue, la fonction est détenue par des membres de familles de nobles importantes.

## Sources
- (en) John B. Bury, The Imperial Administrative System of the Ninth Century : With a Revised Text of the Kletorologion of Philotheos, Oxford University Press, 1911
- (en) John F. Haldon, Byzantine Praetorians. An Administrative, Institutional and Social Survey of the Opsikion and Tagmata, c. 580-900, Bonn, R. Habelt, 1984, 669 p. (ISBN 3-7749-2004-4).
- Patricia Karlin-Hayter, « L'hétériarque. L'évolution de son rôle du De Cerimoniis au Traité des offices », Jahrbuch der österreichischen Byzantinistik, vol. 23,‎ 1974, p. 101-143
- (en) John F. Haldon, Warfare, state and society in the Byzantine world, 565-1204, Londres, Routledge, 1999 (ISBN 1-85728-494-1)
- (en) Alexander Kazhdan, Oxford Dictonary of Byzantium, Oxford University Press, 1991, 728 p. (ISBN 978-0-19-504652-6)
- (en) Paul Magdalino, The Empire of Manuel I Komnenos, 1143-1180, Cambridge University Press, 2002, 584 p. (ISBN 0-521-52653-1, lire en ligne)
- (en) Nicolas Oikonomidès, « Some Byzantine State Annuitants: Epi tes (Megales) Hetaireias and Epi ton Barbaron », Byzantina Symmeikta, vol. 14,‎ 2001, p. 9-28
- (en) Warren T. Treadgold, Byzantium and Its Army, 284-1081, Stanford University Press, 1995 (ISBN 0-8047-3163-2)